# 辽东石竹
辽东石竹（学名：Dianthus chinensis var. liaotungensis），也称长萼石竹，为石竹科石竹属下的一个变种。

## 特征
与原种的主要区别是茎丛生，叶片线型或者线状披针型。主要产自山东中南部分及胶东半岛、辽宁等地。

## 扩展阅读
- 維基物種上的相關：辽东石竹